# Fulmine (film 1922)
Fulmine (June Madness) è un film muto del 1922 diretto da Harry Beaumont. La commedia, prodotta e distribuita dalla Metro Pictures Corporation, aveva come interpreti Viola Dana, Bryant Washburn, Gerald Pring, Léon Bary, Eugenie Besserer, Snitz Edwards.

## Trama

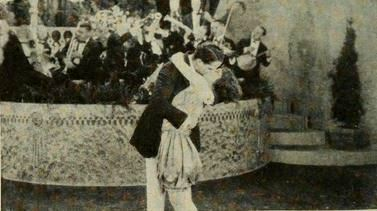
Fotogramma con Bryant Washburn e Viola Dana

Clytie Whitmore accetta di sposare Cadbury Todd, ma poi scappa da casa per recarsi nel locale di Pennetti, dove deve esibirsi Ken Pauling, un noto jazzista. Hamilton Peeke, un giornalista specializzato in gossip, segue le mosse del musicista. Clytie prende parte allo spettacolo come ballerina ma, dopo un'irruzione della polizia, riesce a scappare insieme a Ken. I due si sposano e Clytie riceve finalmente anche la benedizione dalla sua famiglia.

## Produzione
Il film fu prodotto dalla Metro Pictures Corporation.

## Distribuzione
Distribuito dalla Metro Pictures Corporation, uscì nelle sale cinematografiche statunitensi il 23 ottobre 1922. Il copyright del film, richiesto dalla Metro Pictures, fu registrato il 26 ottobre 1922 con il numero LP18375.
Copia incompleta della pellicola si trova conservata negli archivi della Library of Congress di Washington.